# Контратенор
Контратенор (контртенор) (лат. contratenor) — високий чоловічий альтовий голос, найвищий із чоловічих оперних голосів, діапазон E3 — E5.

## Історичний аспект
Використовувався у церковній музиці XVI—XVII століть, співали переважно кастрати[джерело?].
В XX столітті у зв'язку з виникненням і популяризацією автентичного виконання музики епохи бароко, до числа голосів, які виконують колоратуру, додався і контратенор, який в такому випадку виконує чоловічі сопранові партії.

## Відомі співаки
Серед найвідоміших контратенорів — Альфред Деллер, перший виконавець партії Оберона в опері Бенджаміна Бріттена «Сон у літню ніч», Франко Фаджолі, Філіп Жарускі, Майкл Чанс, Баррі Гібб, Мітч Грассі («Pentatonix»), Рене Якобс, Якуб Юзеф Орлинський, Пак Чімін.

## Українські виконавці
- Максим Ротарь (відомий як «Макс Ротару»)
- Василь Сліпак — вояк, загинув під час російсько-української війни на Донбасі
- Юрій Миненко
- Alekseev
- Вітас
- Михайло Брунський
- Меліш Роман[1]
- Дмитро Запорожан

 Вікісховище має мультимедійні дані за темою: Контратенор